# Diario de Jerez (1904-1936)
El Diario de Jerez fue un periódico español publicado en la ciudad de Jerez de la Frontera (Cádiz) entre 1904 y 1936.

## Historia
Nacido en 1904, tuvo una línea editorial católica y conservadora. A pesar de que disfrutó de una presencia destacada entre los diarios de la provincia, a lo largo de su historia no llegó a tener una gran audiencia, y durante el periodo de la Segunda República atravesó numerosas dificultades. En esta época fue adquirido por el empresario jerezano Juan José Palomino, y evolucionó hacia el tradicionalismo. Pasó a formar parte del grupo editorial carlista Impresora Bética (IBSA), fundado en 1934. Destacó en la dirección del diario el tradicionalista Domingo Tejera, que también estaba al frente de los periódicos La Información de Cádiz y La Unión de Sevilla. Durante la primavera de 1936 sus instalaciones fueron incendiadas, al igual que ocurrió con la sede del diario monárquico El Guadalete. Siguió publicándose hasta su desaparición ese mismo año.